# Discanto (album)
Discanto è l'undicesimo album musicale del cantautore italiano Ivano Fossati, pubblicato nel 1990.
La registrazione è stata fatta nei mesi di marzo, aprile e maggio 1990.

## Tracce
Testi e musiche di Ivano Fossati tranne dove diversamente indicato.
1. Lusitania – 4:43
2. Discanto – 4:33
3. Piumetta[2] – 3:54
4. Lunario di settembre (Il Processo di Nagaredo)[3] – 6:12 (testo: Anna Lamberti-Bocconi, Fossati – musica: Fossati)
5. Italiani d'Argentina – 4:47
6. Passalento[4] – 3:13
7. Confessione di Alonso Chisciano – 4:56 (testo: Anna Lamberti-Bocconi, Fossati – musica: Fossati)
8. Unica rosa – 2:21
9. Albertina – 2:26

## Formazione
- Ivano Fossati: voce, chitarra classica, chitarra braguesa[5] in Lusitania, chitarra elettrica in Discanto, pianoforte in Lunario di settembre e Albertina
- Stefano Melone: tastiera
- Beppe Quirici: basso e contrabbasso
- Elio Rivagli: batteria e percussioni
- Vincenzo Zitello: arpa
- Mario Arcari: oboe in Passalento
- Federico Senese: darabuka[6] in Passalento
- Fiorella Mannoia: voce femminile in Piumetta
- Lalla Francia: voce femminile in Lusitania
- Gruppo polifonico Ars Antiqua: cori in Confessione di Alonso Chisciano e Lunario di settembre
  - Emanuela De Cesari, Natalia Grifoglio, Valeria Bruno, Enrica Bruno, Franca Maccabruni: soprano
  - Fiorenza Pinna, Tiziana Cupetti, Patrizia Robello, Marta Abbaneo: contralto
  - Vincenzo Damonte: tenore
  - Massimo Guglielmi, Marcello Bagnasco: basso
  - Guido Milanese: basso e direzione